# Bardez

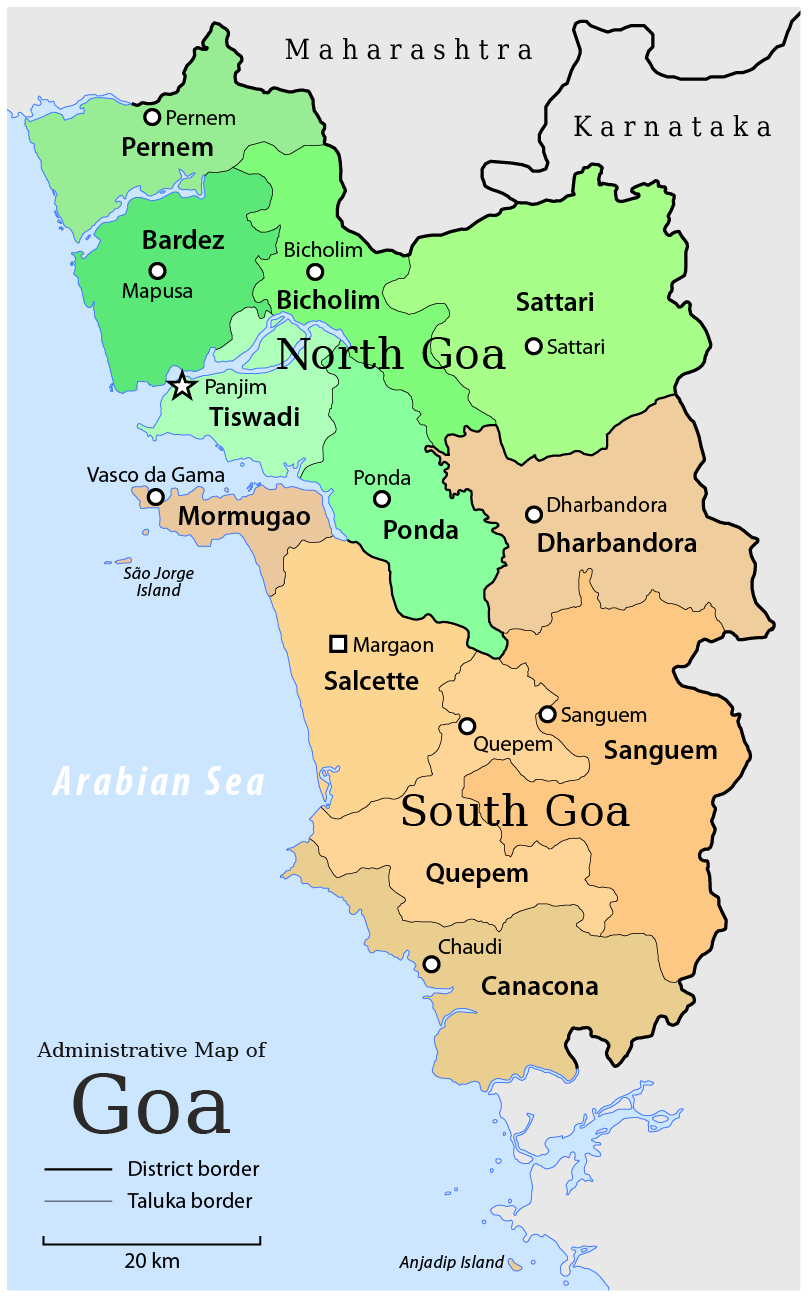
Der Bundesstaat Goa mit Bardez im Nordwesten

Bardez ist ein Taluka des indischen Bundesstaats Goa.
Bardez befindet sich an der Küste des Arabischen Meers, im Westen von Nord-Goa. Hauptstadt ist Mapusa.